# La mariée était en noir
La mariée était en noir (Brasil: A Noiva Estava de Preto / Portugal: A Noiva Estava de Luto) é um filme franco-italiano (La sposa in nero) de 1967, do gênero drama, dirigido por François Truffaut.
O roteiro é baseado no livro de William Irish (pseudônimo de Cornell Woolrich), com adaptação de Jean-Louis Richard e Truffaut. A trilha sonora é de Bernard Herrmann.

## Elenco
- Jeanne Moreau .... Julie Kohler
- Michel Bouquet .... Coral
- Jean-Claude Brialy ... Corey
- Charles Denner .... Fergus
- Claude Rich .... Bliss
- Michael Lonsdale .... Rene Morane
- Daniel Boulanger .... Delvaux
- Alexandra Stewart .... Mademoiselle Becker
- Sylvine Delannoy .... Madame Morane

## Principais prêmios e indicações
Globo de Ouro 1969 (EUA)
- Indicado na categoria de melhor filme estrangeiro.

Prêmio Edgar 1969 (EUA)
- Indicado na categoria de melhor filme.